# Peder Ohlsson
Dennis Peder Dag Ohlsson, född 10 mars 1962 i Karlstorps församling i Jönköpings län, är en svensk militär. Han är förste adjutant och chef för H.M. Konungens stab.

## Biografi
Ohlsson avlade marinofficersexamen vid Marinens officershögskola 1984 och utnämndes samma år till fänrik vid Vaxholms kustartilleriregemente, där han befordrades till löjtnant 1988, till kapten 1991 och till major 1996. Ohlsson utbildade sig bland annat vid US Marine Corps University på Marine Corps Base Quantico i Virginia i USA 2004–2005. Efter att ha befordrats till överstelöjtnant var han bataljonschef vid Amfibieregementet 2006–2007 och chef för den internationella insatsen TD01 i Tchad och Centralafrikanska republiken under 2008. Mellan 2008 och 2011 var Peder Ohlsson chef för den strategiska sektionen vid Högkvarteret. Under 2011 tjänstgjorde Ohlsson som militär rådgivare till SRSG vid United Nations Assistance Mission to Afghanistan (UNAMA) med placering vid FN-högkvarteret i Kabul.
Efter befordran till överste var Ohlsson chefsutvecklare i Personalstaben vid Högkvarteret 2012–2013 och därefter chef för kontingenten FS25 i svenska insatsen i Afghanistan från maj till december 2013. Åren 2014–2018 var han chef för Amfibieregementet tillika chef för Haninge och Gotlands garnison. Åren 2018–2020 tjänstgjorde Ohlsson vid Insatsstaben i Högkvarteret, och sedan den 12 april 2018 som chef för Insatsstaben tillika stabschef vid Insatsledningen. Den 20 mars 2020 befordrades Ohlsson till brigadgeneral och är sedan samma datum ställföreträdande marinchef. Den 30 juni 2022 utnämnde överbefälhavaren Peder Ohlson till ny kommunikationsdirektör i Försvarsmakten.
Ohlsson var adjutant hos Hennes Kungliga Höghet Kronprinsessan Victorias 2010–2012 och hos Hans Majestät Konungen 2013–2022.[källa behövs] Ohlsson befordrades den 1 oktober 2023 till generalmajor samt utsågs samma dag till förste adjutant och tillika chef för H.M. Konungens stab.
Ohlsson invaldes 2004 som ledamot av Kungliga Krigsvetenskapsakademien och 2011 som ledamot av Kungliga Örlogsmannasällskapet.